# Spatenfische
Die Familie der Spatenfische (Ephippidae) besteht aus 15 Arten in acht Gattungen. Ihre bekanntesten Vertreter sind die Fledermausfische (Platax). Spatenfische leben im Atlantik, Pazifik und Indischen Ozean, selten auch im Brackwasser.

## Merkmale
Spatenfische haben einen seitlich stark abgeflachten, hochrückigen, fast runden Körper. Die größte Art, der im Westatlantik von Brasilien bis zur Südostküste der Vereinigten Staaten lebende Atlantische Spatenfisch (Chaetodipterus faber) wird 90 Zentimeter groß, die anderen Arten erreichen Längen von 40 bis 60 Zentimeter. Spatenfische besitzen 24 Wirbel und sechs Branchiostegalstrahlen. Ihr Maul ist klein, Pflugscharbein und Gaumenbein zahnlos. Die erste Epibranchiale (die Knochenstütze des oberen Astes des ersten Kiemenbogens) ist mit kammartigen, großen Kiemenreusenstrahlen besetzt. Die Basihyale, ein Element zwischen den Zungenbeinen, ist reduziert oder fehlt völlig. Die Kiemenmembranen sind am Isthmus zusammengewachsen.
Die besonders bei Jungfischen verlängerten Rücken- und Afterflossen stehen fast symmetrisch einander gegenüber. Außer bei den Fledermausfischen sind die hart- und weichstrahligen Teile der Rückenflosse fast vollständig getrennt. Spatenfische sind von heller, grauer bis silbriger Farbe, mit besonders bei Jungfischen deutlichen senkrechten braunen oder schwarzen Streifen und gelben Zonen in den Flossen. Die Augen werden oft durch den ersten Streifen verdeckt.
Flossenformel: Dorsale V oder IX/18–40, Anale III/15–28.

## Lebensweise
Spatenfische leben küstennah im Flachwasser über Sandböden, in Mangroven, vor und über Korallenriffen, in Häfen und ernähren sich von Algen und verschiedenen Wirbellosen, wie Schwämme, Nesseltiere, Muscheln, Schnecken, Borstenwürmer und Seescheiden. Jungfisch können große Schwärme bilden, während adulte Tiere eher in kleinen Gruppen oder als Einzelgänger auftreten. Über die Fortpflanzung der Tiere ist wenig bekannt. Das Laichen erfolgt wahrscheinlich im freien Wasser in großen Fortpflanzungsgemeinschaften. In einem Aquarium des Zoo von Tulsa wurde das Ablaichen des Atlantischen Spatenfischs beobachtet. Eine Gruppe von fünf Tieren laichte gemeinsam ab. Die Eier waren planktisch und hatten einen Durchmesser von 1 bis 1,2 mm. Die Larven schlüpften nach ca. 24 Stunden, schwammen nach zwei Tagen kontrolliert und begannen zu fressen. Sie konnten aufgezogen werden.
Einige Spatenfische sind als starke Kämpfer bei Anglern beliebt. Sie gelten allerdings als überfischt und die meisten gefangenen Exemplare sind noch jung und weit entfernt von ihrer Maximalgröße.

## Arten
- Gattung Chaetodipterus

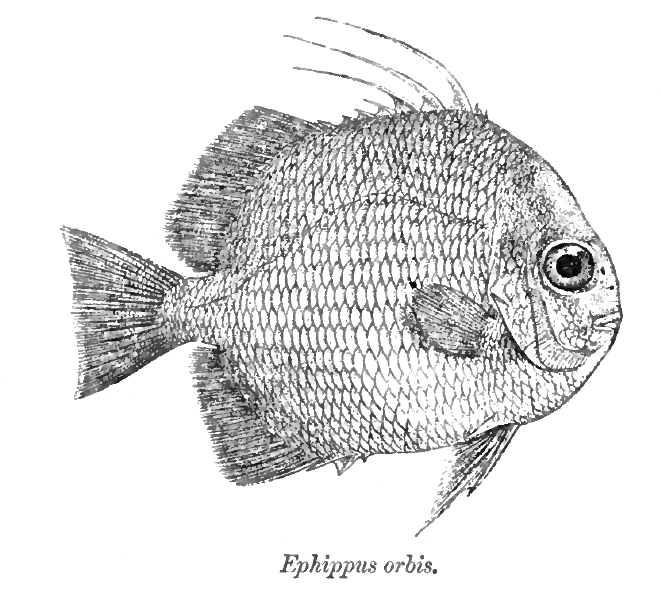
Ephippus orbis

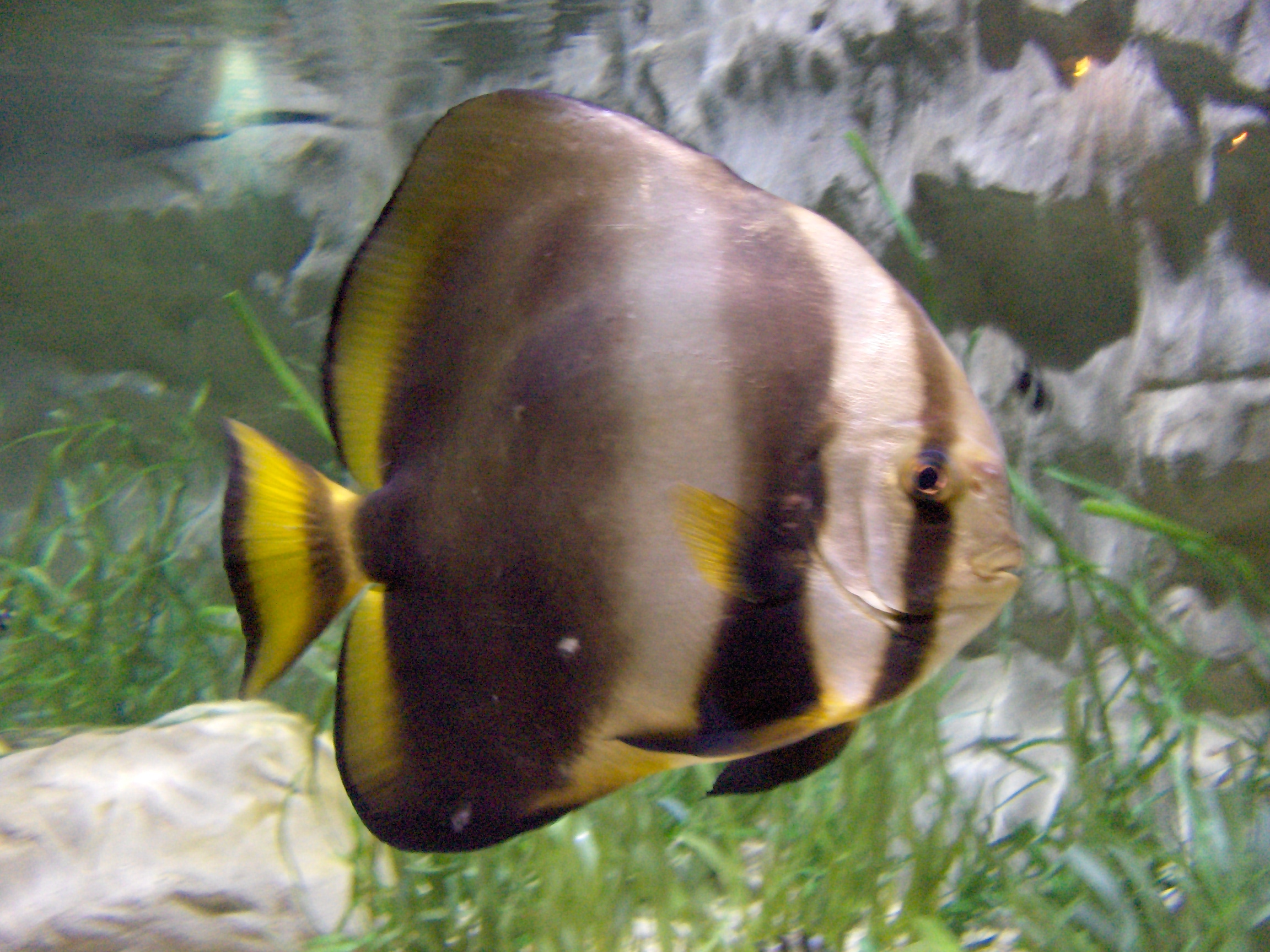
Platax orbicularis

  - Atlantischer Spatenfisch (Chaetodipterus faber) (Broussonet, 1782).
  - Chaetodipterus lippei Steindachner, 1895.
  - Pazifischer Spatenfisch (Chaetodipterus zonatus) (Girard, 1858).
- Gattung Ephippus
  - Ephippus goreensis Cuvier, 1831.
  - Ephippus orbis (Bloch, 1787).
- Gattung Parapsettus
  - Panama-Spatenfisch (Parapsettus panamensis) (Steindachner, 1875).
- Gattung Fledermausfische (Platax)
  - Batavia-Fledermausfisch (Platax batavianus) Cuvier, 1831.
  - Boers Fledermausfisch  (Platax boersi) Bleeker, 1852.
  - Rundkopf-Fledermausfisch (Platax orbicularis) (Forsskål, 1775).
  - Rotsaum Fledermausfisch (Platax pinnatus) (Linnaeus, 1758).
  - Langflossen-Fledermausfisch (Platax teira) (Forsskål, 1775).
- Gattung Proteracanthus
  - Proteracanthus sarissophorus (Cantor, 1849).
- Gattung Rhinoprenes
  - Rhinoprenes pentanemus Munro, 1964.
- Gattung Tripterodon
  - Tripterodon orbis (Bloch, 1787).
- Gattung Zabidius
  - Australischer Spatenfisch (Zabidius novemaculeatus) (McCulloch, 1916).

## Fossilbefund
Fossile Spatenfische wie Eoplatax papilio und Platax altissimus sind aus dem mittleren Eozän der norditalienische Monte-Bolca-Formation, die aus Ablagerungen der Tethys entstand, bekannt.

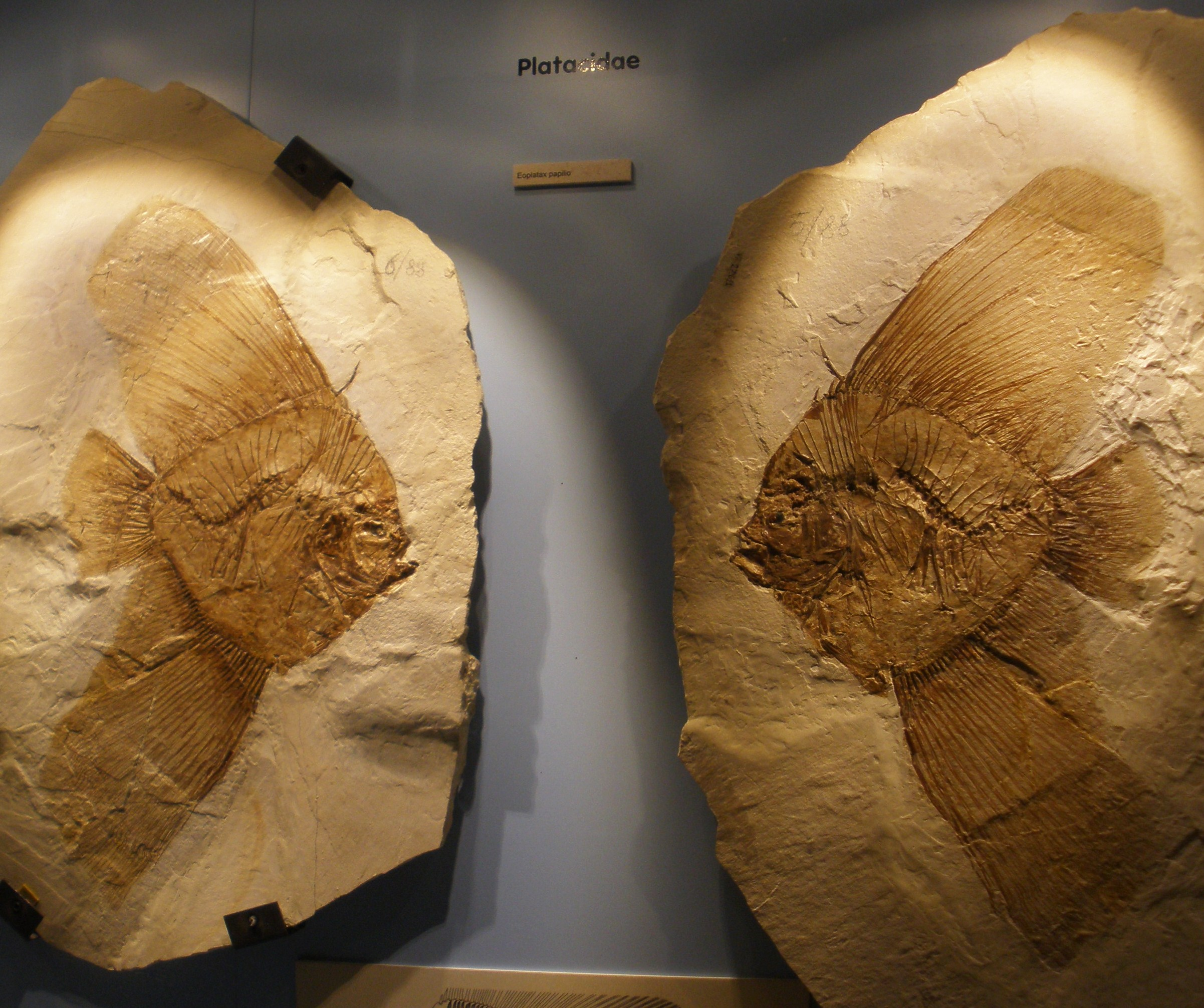
Eoplatax papilio
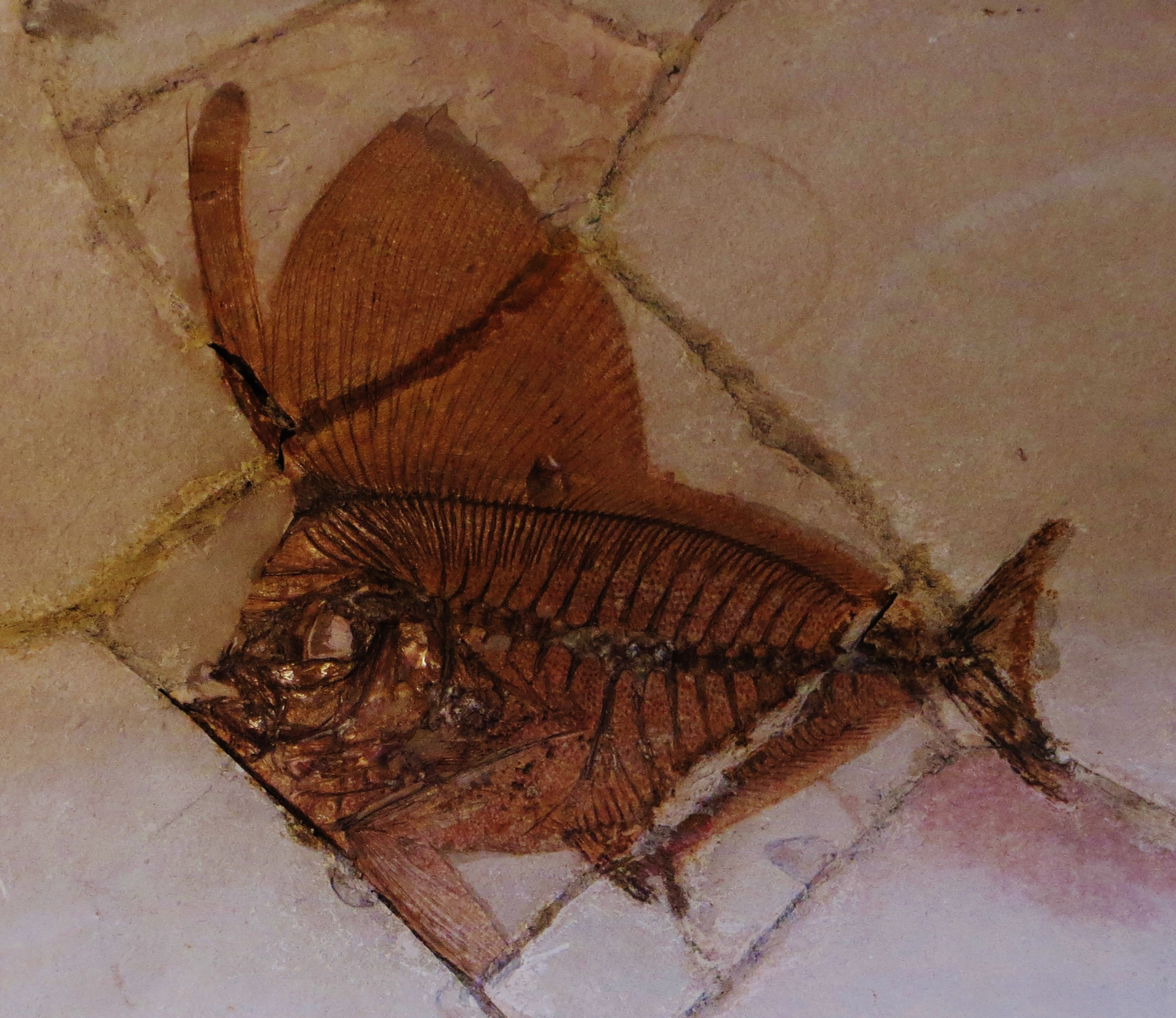
Exellia velifer
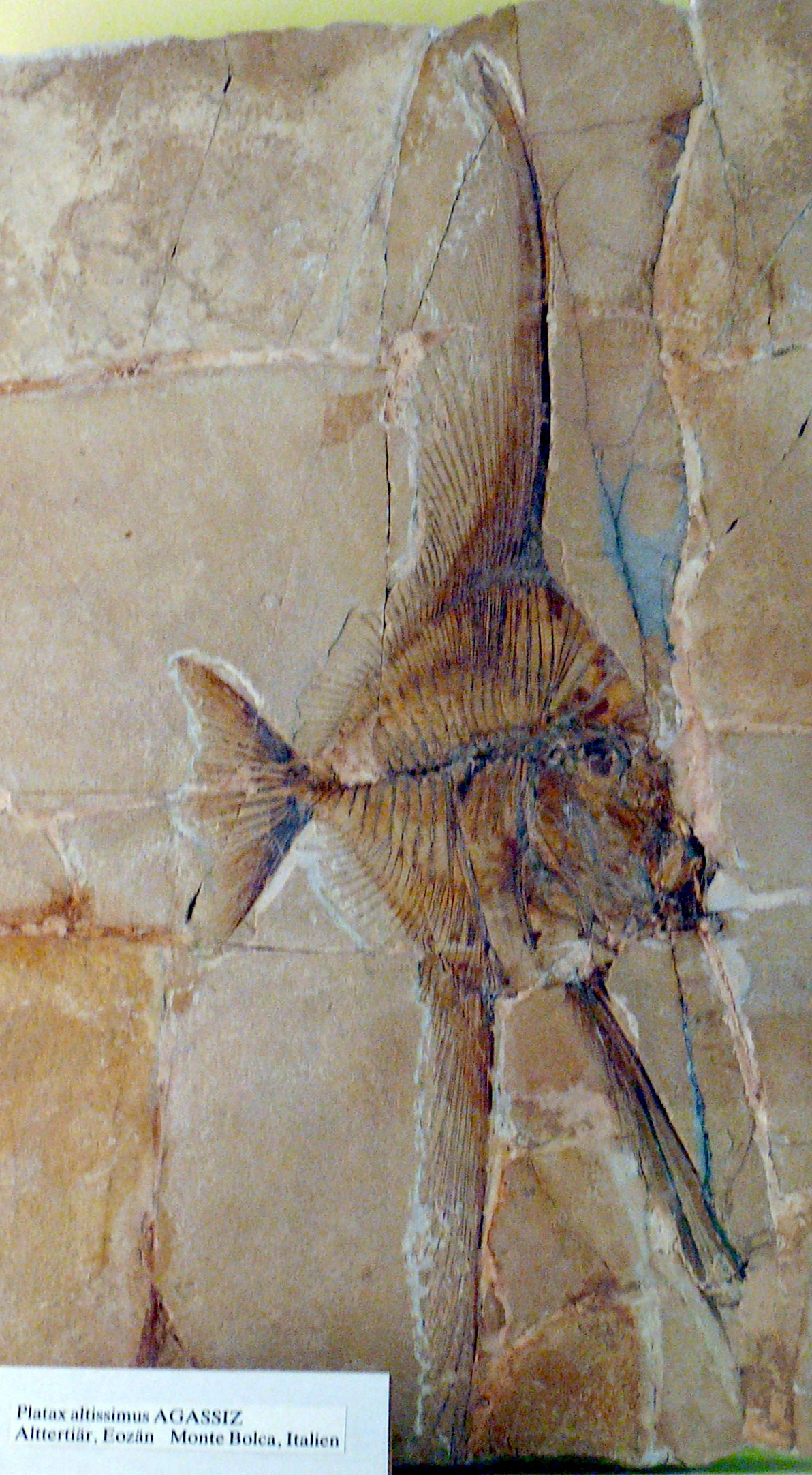
Platax altissimus
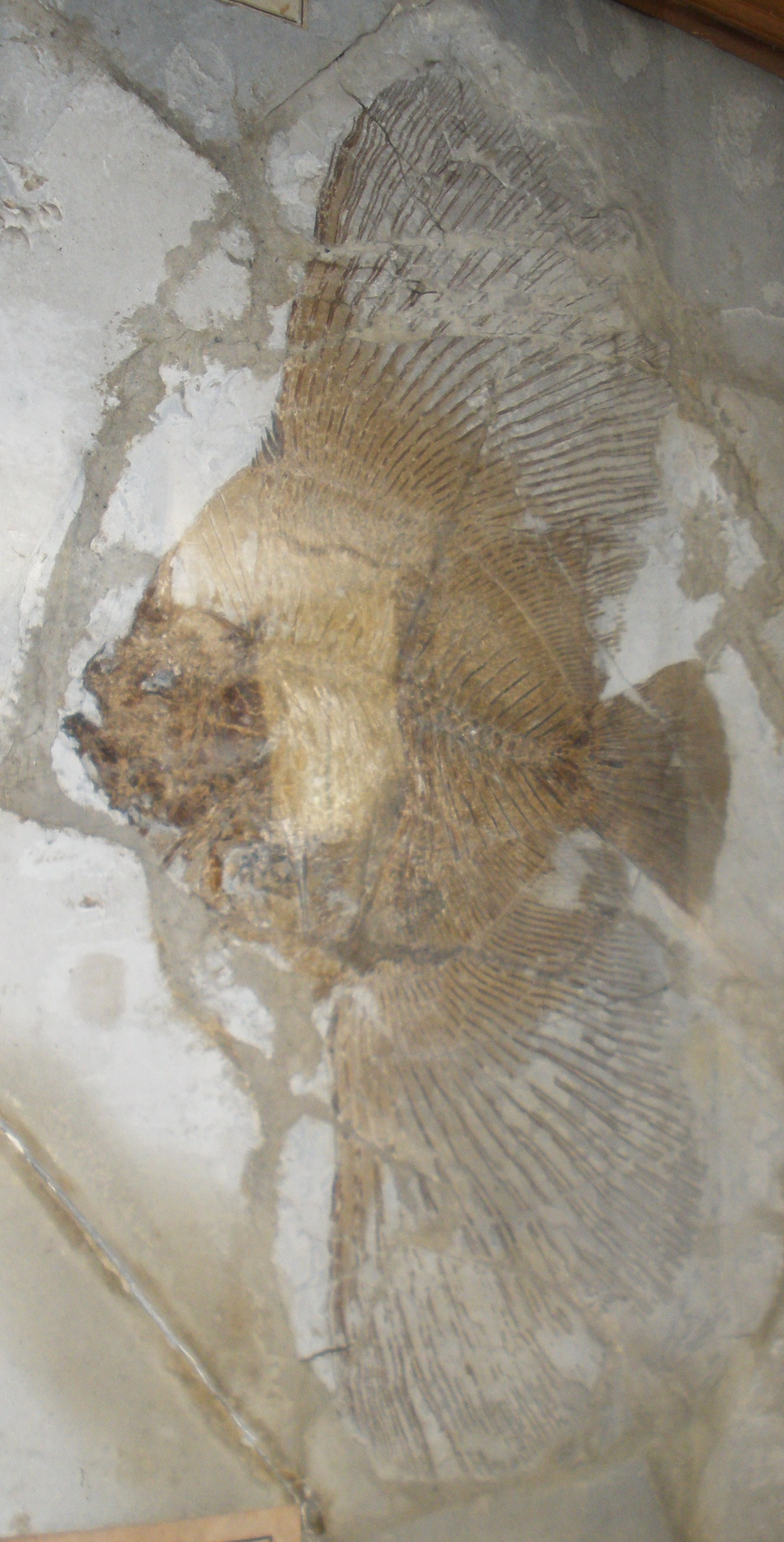
Platax micropterigius